# Марсел Дишан
Марсел Дишан (фр. Marcel Duchamp; Бленвил Кревон, 28. јул 1887 — Неји на Сени, 2. октобар 1968) је био контроверзни француски уметник и дадаиста, који је остао највише запамћен по томе што је, под псеудонимом Р. Мат, послао писоар назван “Фонтана”, на изложбу Друштва независних уметника 1917, где је он сам био члан жирија. Тим поступком он је измислио тзв. редимејд уметност, која је крајем 20. века постала нарочито популарна.
Рођен је у породици која је неговала љубав према уметности. Од седморо деце Ежена и Луси Дишан четворо су постали успешни уметници. Марсел Дишан је отишао из родитељске куће када је имао десет година, у потрази за образовањем. Наредних седам година је провео у интернату у коме се највише пажње придавало интелектуалном развоју. Иако није био један од најбољих ученика, освајао је награде из математике и цртања. Са четрнаест година је већ озбиљно почео да ради портрете своје сестре и пејзаже у импресионистичком стилу. Годину дана студирао је уметност на Академији Жилијен, мада је више времена проводио играјући билијар и цртајући стрипове. Излагао је на Салону убрзо по завршетку студија, и придружио се "Салону независних". Дишанове слике са Салона критиково је Аполинер рекавши за њих да су „веома ружни актови”, али се и поред тога међу њима родило дугогодишње пријатељство. Нешто касније се спријатељио и са уметником Пикабијом који му је открио чари брзих аутомобила и живота на високој нози.
Изложба футуриста 1912. године помогла је Дишану да дефинише своје ставове, иако је тежио супротној крајности у односу на футуристе и на њихову “естетику машине”. То лето провео је сликајући машине које је сам створио. Слика „Акт силази низ степенице“ показује елементе фрагментације и синтезе кубизма, као и динамику и кретање футуриста. Тајанственост слике сврстава Дишана насупрот футуриста-кубиста, у имагинарну и фантастичну сферу уметности. На његовим сликама, органско постаје механизовано, а људско месо замењено је цевима, вентилима, цилиндрима. Да би се описало то Дишаново комбиновање касније је смишљен израз “металоморфно“. Слика Акт силази низ степенице представља нову епоху у естетици сликарства коју обележава расплињавање облика. Комбинујући технике кубизма, футуризма и фотографије Марсел Дишан је створио слику која ће сигурно да изазива контроверзе и буди интересовање и у годинама које долазе. Иако је сумњао у легитимност традиционалног сликарства и скулптуре, а ратовао и са кубизмом, Дишан је ипак стварао визуелно заводљива дела. То сазнање ће га натерати да са само двадесет пет година напусти сликарство.
У Њујорку су 1912. године текле припреме за Ермори шоу па су организатори изабрали у Паризу и четири дела Марсела Дишана. Једно од тих дела било је и „Краља и краљицу ометају брзи актови”, које је у Њујорку изазвало прави скандал. Упркос нападима од штампе, све четири слике су продате и Дишан је постао славан преко ноћи.
Он је у међувремену наставио да експериментише и дошао до закључака да сваки предмет који већ постоји, а кога уметник одабере, рецимо писоар, може да буде уметничко дело. “Уметност је ручна израда неког дела, а та израда је плод избора. Кад узме неки предмет који је у општој употреби И прикаже га као уметничко дело, уметник бира, дакле, ствара”, мислио је. „Купио сам сталак за сушење боца у Bazar de l'Otel de Vil, однео га кући и то је био први "ready-made", каже Дишан за своје „готове предмете”.
За сликара је, објашњава Дишан, сликање „бирање количине плаве или количине црвене и бирање места на платну где ће их нанети. Када бирамо, можемо да користимо боје и четкице, али и да се послужимо неким већ готовим предметом и да га присвојимо…” Дишан је тврдио да је потпуно равнодушно бирао предмете за уметничку употребу, јер сваки предмет може да се сврста међу уметничка дела ако уметник доведе га у такав контекст. Ови предмети су показивали да се уметничко дело може створити од било чега, са малом или никаквом дорадом. Тако је 1917. године проглашава уметничким делом керамички писоар, који је управо купио од произвођача. “Мој писоар „Фонтана“ проистекао је из идеје да се изведе експеримент у вези са укусом: требало је одабрати предмет који има најмање изгледа да се допадне. Малобројни су они који ће рећи да је писоар диван. Опасност коју треба избећи лежи у естетском ужитку, али људе је могуће натерати да прогутају било шта.“ Предмет је одбијен од стране комисије која бира радове за једну изложбу, уз оправдање да је „ “Фонтана“ можда врло корисна тамо где јој је место, али њој није место на уметничкој изложби и она није уметничко дело ни по једној дефиницији“, али се Дишанова порука заувек урезује у умове – управо је тада настао уметнички појам „редимејд“ (готов предмет).
Када су 1917. године Сједињене Државе ушле у Први светски рат Дишан је отишао у Париз, обновио је везе са дадаистима и тада је настала његова Ђоконда (Мона Лиза – прилог дадаистичком ругању и гневу против културе која је, по њима, била крива јер није спречила ужасе Првог светског рата. У „редимејд” творевине спада и L.H.O.O.Q. која је уследила 1919.- две године после Фонтане. То је репродукција Ђоконде којој је Дишан доцртао брчиће и брадицу, који су могли сугерисати и транс сексуалност, али већа провокација се налазила у скраћеници наслова рада L.H.O.O.Q. - што је било у духу оновременог аргоа („еllе а chaud аu cul” – „буља јој је напаљена”). Са овакво обрадом Ђоконде изазвао је и већу провокацију него што је писоар то успео. У питању је двоструко ругање – Да Винчију (тј. идеји генија) и култној слици високе уметности, као и укусу и „узвишеној поруци” уметности и уметника. У овом периоду створио је и свој женски алтер-его Роз Селави, како је потписивао дела, а Мен Реј га је неколико пута и фотографисао прерушеног у жену. Тиме је показивао склоност да руши границе између полова, али и да сам постане свој редимејд. Међутим, и то није било довољно – име Роз Селави које је настало по француском анаграму „Erose c'est la vie” чији је значење: „такав је живот” - добило је и обличје - женску лутку у Дишановој одећи. Ова лутка била је део Међународне изложбе надреализма, у Паризу 1938. године. Дишанов алтер-его је могао бити и врста перформанса и ругања извештаченим манирима високе моде, а и начин да се уђе у одређене кругове. Његова биографија са променама места становања, неодрешеним професијама и изворима прихода, променама склоности и идентификација, можда је била врста неухватљивости смрти, да се не би усталио и постао лака мета; међутим, промене или потврде идентитета (девица-невеста, мушкарац-жена) били су Дишану тада изазови.
После нових путовања, од 1922. године Дишан живи у Њујорку и почиње рад на свом “Великом стаклу“. Ово дело је пример литерарно-надреалистичких преокупација са ликовним, колаж на стаклу са приказом невесте коју су свукли њени удварачи. Невеста- вереница као да је обешена о небески свод, са “антенама”, а у вези је са групом од девет удварача, девет униформи: свештеника, оклопника, жандарма, полицијског агента, бармен, разносача из великих магазине, гробара, лакеја и шефа железничке станице. Они примају од ње флуиде, који из даљине започињу балет о “људској љубави како је виде бића са друге планете, који ништа не разумеју”, по речима Андре Бретона. Дишан је објавио Зелену кутију са белешкама, које је требало да тумаче овај рад. У њој је рекао да оне треба да послуже као водич, али да им јасноћа није врлина. Заправо, оне су висе игра речи и слободних асоцијација. Дишан је у вези са овим радом рекао: Идеје везане за “Велико стакло” су важније од саме реализације. Све је постало концептуално и зависи од других ствари, а не од ретине. Оно што ме је у то време занимало била је четврта димензија. Имао сам у виду идеју пројекције, нешто што се не може видети, невидљива четврта димензија. Невеста у том делу је као пројекција четвородимензионалног објекта.
Вративши се у Париз Дишан се посветио шаху, који му је била главна преокупација до краја живота, иако је фасцинација шахом почела много раније. 1925. је направио постер за Треће шаховско првенство Француске, а и учествовао је као играч кад је стекао титулу мајстора. Његова прва жена Лидија била је са њим непуних годину дана ради фрустрације везане за Дишанову опсесију шахом. Убрзо затим, постао је новинар- специјалиста за шаховску рубрику и у том период се бавио шаховском теоријом. Док су његови савременици постизали све висе цене за своја дела код колекционара, Дишан је стајао по страни и говорио: “Ја сам и даље жртва шаха. Он има лепоту уметности, а не може да буде комерцијализован, те је стога његов друштвени положај много чистији.” Дишанова преокупација завршницом у шаху се допала Самјуелу Бекету, који је инспирисан њом написао дело “Крај партије”.
Дишан је са Кејџом направио мултимедијални перформанс- концерт Реунион, у ком су они одиграли партију шаха, испод чије плоче су биле фотоелектричне ћелије, које су се тако активирале и производиле звук. Док су они повлачили фигуре, партија шаха се претварала у електронску музику, што је шездесетих био хит у авангардној музици, као и укључивање елемената перформанса. Кејџ је у музици доста придавао случајности, као што су Дишан и аутори колажа користили случајност у ликовним делима.
Рани поступак коришћења случајности је рад где је у претходном поступку Марсел Дишан нити конца бацао на платно и затим их лепио онако како су пале. Три нити конца дужине метар прилепљена на три траке платна, а летве изван сандука дуж једне ивице описују форму конца. Наводно је Дишан касније говорио да је овим радом побегао од традиционалних метода изражавања, везаних за уметност коју он назив сликарство ретине, тј.уметност која је уобличена да угоди оку. Насупрот томе, овај рад заснивао се на случајности која је фиксирана, или по речима Дишановим: “конзервирана случајност”.
У Паризу конструисао је уметничко дело које је учинило да сви његови изуми постану лако преносиви. “Кутија у коферу” била је нека врста кожне торбе са минијатурним репликама његових дотадашњих дела, попут прегледа његовог опуса, мали покретни музеј.
Када је као и многи други уметници због Другог светског рата избегао у САД, са собом је носио и свој “покретни музеј“. Наредних двадесетак година посветио је највише шаху. Причало се да је потпуно одустао од уметности, учествовао је у шаховским такмичењима, али је Дишан тајно радио и на скулпторском пројекту “Датост: 1. Водопад, 2. Светлећи гас”. Једно је од најзагонетнијих дела 20. века, али је приказано тек после уметникове смрти. Једино је његова жена Тини (којом се оженио 1954) знала за ту инсталацију. Иза врата се налази прозор који посматрач може да види кроз две рупе на вратима: жена раширених ногу, међу грањем, са лампом у руци, а иза ње пејзаж са малим водопадом. Пошто је ово дело Дишан завршио 1966, испада да су се после сексуалне револуције, Фројда И сто година од Курберове слике, уметник И публика вратили да вире кроз рупе на капији да би видели да би видели оно што је Курбе изложио без зидова. Истина, ово је била наруџбина турског амбасадора која се налазила у простору видљивом веома малом броју људи, а у музеј је доспела тек након сто тридесет година.
Марсел Дишан није могао да се устали у некој улози и друштвеном положају- некад због властите одбојности према устаљеном и одређеном, а некад јер прилике нису допуштале ( нпр., два светска рата). Он коме ни уметност ни друштво нису успеле да ставе ограничења и оквире, као ни поделе полних улога или идентитета - на крају се нашалио и са властитом смрћу. Употребио је и уобичајену заслепљеност људи за живот: да се смрт не односи на њих лично, него само на друге. Стога је на надгробну плочу породице Дишан, на гробљу у Руану, наручио да се уз његово име уреже опаска: „D’ailleurs, c’est toujours les autres qui meurent - Осим тога, увек су други ти који умиру.” Овим је пронашао мир и подношење смрти, јер људи не могу да живе са свешћу смртности човека.
Дишан је "сигурно први човек који се афирмисао као дадаиста и један од ретких који је то остао целог живота", примећује Роберт Ле-Бел.